# Liste der Biografien/Straa
Liste der Biografien |
Portal Biografien |
Personensuche
# |
A |
B |
C |
D |
E |
F |
G |
H |
I |
J |
K |
L |
M |
N |
O |
P |
Q |
R |
S |
T |
U |
V |
W |
X |
Y |
Z |
?
 
Sa |
Sb |
Sc |
Sd |
Se |
Sf |
Sg |
Sh |
Si |
Sj |
Sk |
Sl |
Sm |
Sn |
So |
Sp |
Sq |
Sr |
Ss |
St |
Su |
Sv |
Sw |
Sy |
Sz
 
Sta |
Ste |
Sth |
Sti |
Stj |
Stl |
Sto |
Str |
Sts |
Stt |
Stu |
Stv |
Stw |
Sty
 
Stra |
Strb |
Stre |
Strg |
Stri |
Strl |
Strm |
Strn |
Stro |
Strp |
Stru |
Stry |
Strz
 
Straa |
Strab |
Strac |
Strad |
Strae |
Straf |
Strag |
Strah |
Strai |
Straj |
Strak |
Stral |
Stram |
Stran |
Strap |
Stras |
Strat |
Strau |
Strav |
Straw |
Strax |
Stray |
Straz
Die Liste der Biografien führt alle Personen auf, die in der deutschsprachigen Wikipedia einen Artikel haben. Dieses ist eine Teilliste mit 14 Einträgen von Personen, deren Namen mit den Buchstaben „Straa“ beginnt.

## Straa

### Straak
- Straakholder, Edda (* 1954), deutsche Kirchenmusikerin

### Straal
- Straal, Roberto (* 1966), niederländischer Fußballspieler
- Straalen, Dien van (1947–2010), niederländische Kostümbildnerin
- Straalen, Glenn van (* 2000), niederländischer Motorradrennfahrer
- Straalman, Bart (* 1996), niederländischer Fußballspieler

### Straas
- Straass, Frank (1924–2009), deutscher Schriftsteller, Schauspieler, Hörspielsprecher und Synchronsprecher
- Straaß, Veronika (* 1957), deutsche Biologin, Schriftstellerin und Übersetzerin

### Straat
- Straat, Dina (* 1945), deutsche Schlagersängerin
- Straaten, Erhard van (* 1943), deutscher Medienmanager
- Straaten, Inge van der (1897–1950), deutsche Schauspielerin
- Straaten, Werenfried van (1913–2003), niederländischer Ordenspriester, Begründer des Hilfswerks Kirche in Not/Ostpriesterhilfe
- Straathof, Adrianus (* 1955), niederländischer Agrarunternehmer
- Straathof, Jeroen (* 1972), niederländischer Eisschnellläufer und Radsportler
- Straatmann, Nils (* 1989), deutscher Slam-Poet und AutorNils Straatmann (* 1989)

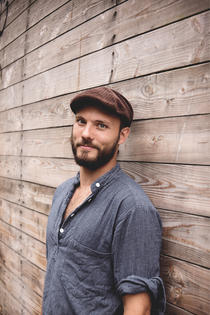
Nils Straatmann (* 1989)